# Anu Komsi

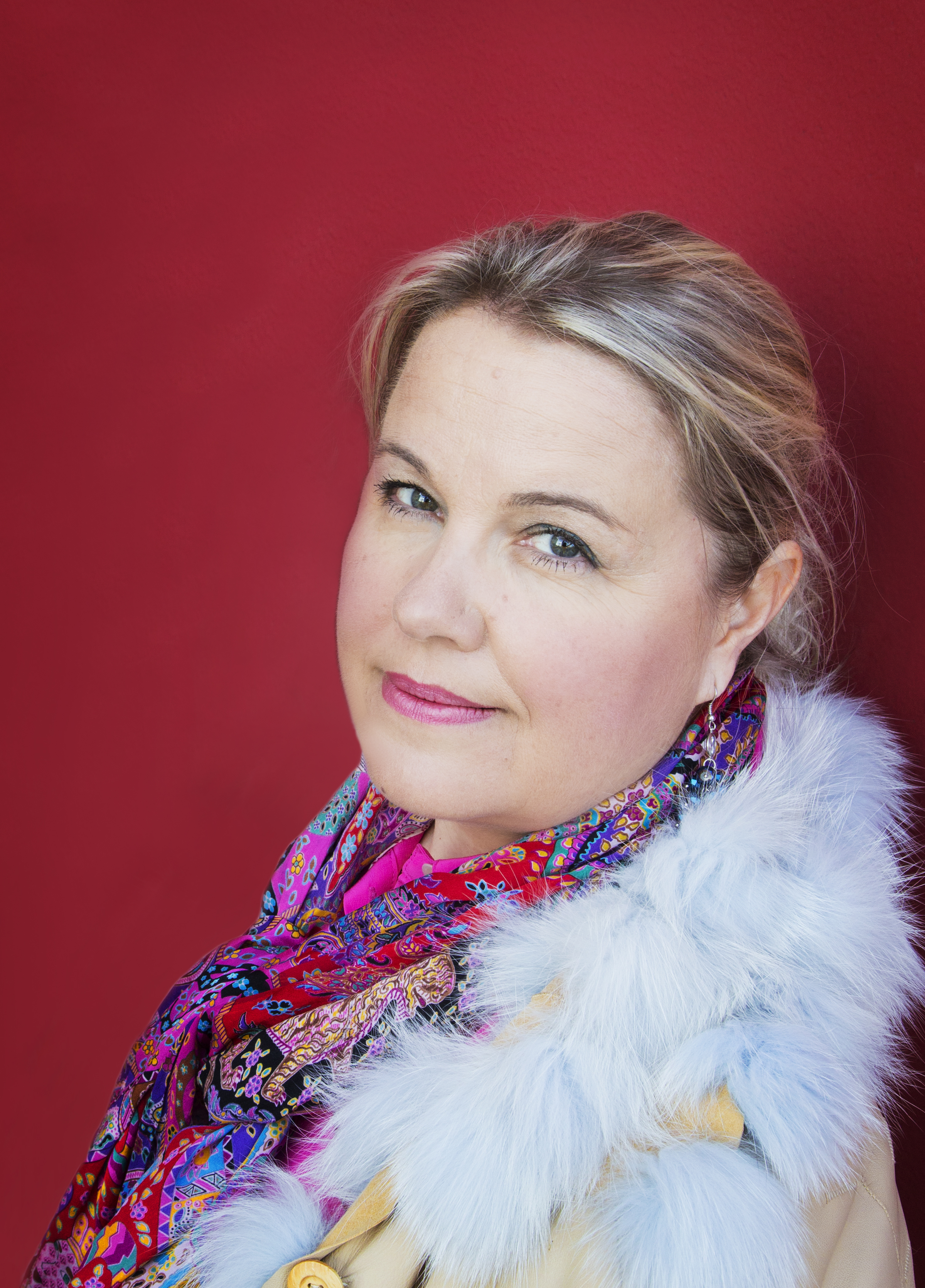
Anu Komsi.

Anu Katariina Komsi, född 9 januari 1967 i Karleby, är en finländsk operasångerska (sopran). Hon är tvillingsyster till Piia Komsi och gift med Sakari Oramo.
Efter studier för bland andra Liisa Linko-Malmio gav Komsi sin debutkonsert 1993. Därefter har hennes karriär varit i hög grad internationell, som solist med orkestrar i bland annat London, Wien och Los Angeles, och på operascener bland annat i Frankfurt am Main, Bremen, Lübeck och München. Hennes skala av roller är vid: från Gilda i Rigoletto och Olympia i Hoffmans berättelser till titelrollen i Alban Bergs Lulu. På Finlands nationalopera har hon framträtt bland annat i Kalevi Ahos Hyönteiselämää. Hon har vunnit stor berömmelse för utförandet av Esa-Pekka Salonens Floof (tillsammans med en ensemble ur Los Angeles filharmoniker) och inspelningen av György Kurtágs Kafka-fragment (hedersomnämnande i The London Times tävlan om årets skiva 1996).